# 巴伯縣 (西維吉尼亞州)
巴伯縣（英語：Barbour County）是美国西維吉尼亞州北部的一個縣，面積888平方公里，2020年美國人口普查時共有人口15,465人。首府菲利皮。該縣建於1843年3月3日，縣名紀念代表弗吉尼亚州的聯邦眾議員、美國最高法院大法官菲利浦·彭德爾頓·巴伯（Philip Pendleton Barbour）。
南北战争第一場陸戰腓立比之役發生在本縣。